# Syed Ali Akhtar Rizvi
Syed Ali Akhtar Rizvi était un duodécimains Shī'ah boursier, conférencier, auteur, historien et,  poète.

## Biographie
Syed Ali Akhtar Rizvi est né à Gopalpur, quartier Siwan, l'Etat du Bihar, en Inde le 19 septembre 1948 et mort le 10 février 2002. Son père était Syed Mazhar Hussain Rizvi.
Il a eu six fils et une fille. Son deuxième fils aîné Syed Shahid Jamal Rizvi vit à Qom, en Iran. Il a suivi le pas de son père et a écrit de nombreux articles islamiques et plus de 55 livres, Il a également traduit deux volumes de livres Al-Ghadir. Sa fille est mariée au poète, écrivain et célèbre Syed Irfan Abbas Rizvi. Il a écrit beaucoup de poésie et nauhe également récité depuis 1996.

## Liens externes

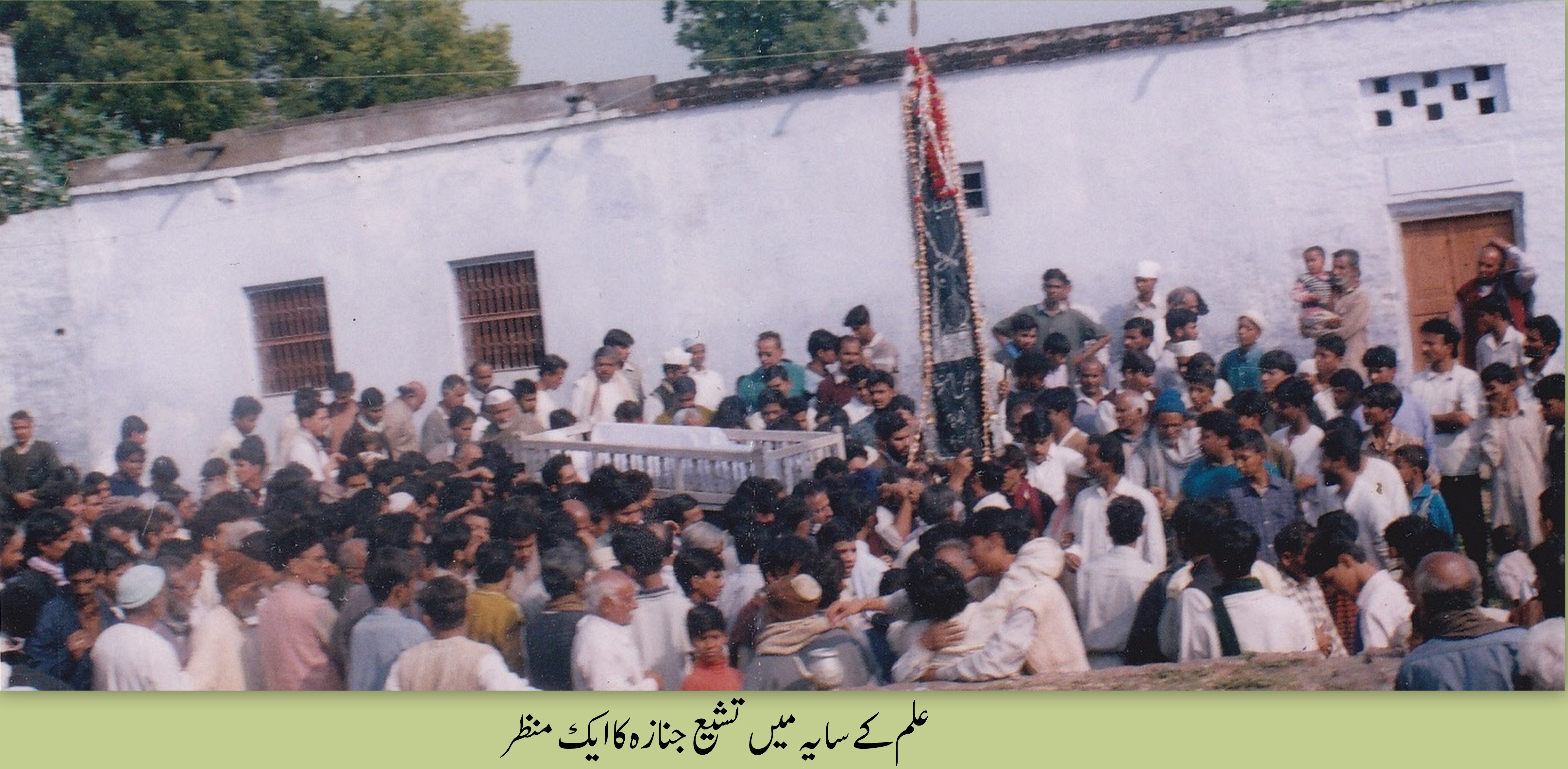
Funérailles de Syed Ali Akhtar Rizvi